# Pädagogisches Fachseminar
An den Pädagogischen Fachseminaren (kurz PFS) in Baden-Württemberg  werden in Karlsruhe, Kirchheim unter Teck und Schwäbisch Gmünd Fachlehrer für musisch-technische Fächer ausgebildet. Die Ausbildung dauert drei Jahre.
Zugangsvoraussetzung zu den Fachseminaren sind die Mittlere Reife, eine abgeschlossene Berufsausbildung, mindestens ein Jahr Berufs- oder Betriebspraxis sowie das Bestehen einer Eignungsprüfung. Während der Ausbildung sind die Lehreranwärter Beamte auf Widerruf. 
Die Fachlehrerausbildung befähigt zum Unterricht an allen Schulen, wobei der Einsatz an Gymnasien und beruflichen Schulen nur im Einzelfall üblich ist. Fachlehrer unterrichten überwiegend an Grund-, Haupt-, Werkreal- und Realschulen. Der Ausbildungsschwerpunkt liegt auf dem Einsatz an Schulen der Sekundarstufe I. Die Entwicklung der Berufsfähigkeit und der Lehrerpersönlichkeit sowie die Stärkung der Eigenverantwortlichkeit stehen im Mittelpunkt der Ausbildung.
Die Fachseminare sind dem Ministerium für Kultus, Jugend und Sport Baden-Württemberg untergeordnet.